# Łeonid Kozaczenko
Łeonid Petrowycz Kozaczenko, ukr. Леонід Петрович Козаченко (ur. 14 maja 1955 w Wepryku w rejonie fastowskim) – ukraiński przedsiębiorca i polityk, działacz organizacji gospodarczych, w latach 2001–2002 wicepremier, poseł do Rady Najwyższej.

## Życiorys
Z wykształcenia inżynier mechanik, ukończył w 1977 Ukraińską Akademię Rolniczą. W 1993 został absolwentem ekonomii w moskiewskiej Wszechzwiązkowej Akademii Handlu Zagranicznego. Był dyrektorem kołchozu w rodzinnym rejonie, w 1991 pełnił funkcję dyrektora departamentu w resorcie rolnictwa, po czym przeszedł do biznesu, stając na czele dwóch przedsiębiorstw branży rolniczej. W 1997 został prezesem ligi przedsiębiorców rolniczych, a w 2002 Ukraińskiej Konfederacji Agrarnej. Objął też funkcję wiceprezesa Ukraińskiego Związku Przemysłowców i Przedsiębiorców.
Od czerwca 2001 do listopada 2002 sprawował urząd wicepremiera w gabinecie Anatolija Kinacha. Był także doradcą prezydenta Wiktora Juszczenki i przewodniczącym rady przedsiębiorców przy ukraińskiej radzie ministrów. W 2014 Łeonid Kozaczenko uzyskał mandat deputowanego VIII kadencji, kandydując z ramienia Bloku Petra Poroszenki.
Odznaczony Orderem Księcia Jarosława Mądrego V klasy.